# Псевдодвуходовка
Псевдодвуходовка е шахматна задача-блок, в която на ход са белите, но при начален ход на черните след всеки техен ход следва мат от белите. Така тя може да се разглежда като част от задача „мат в два хода“, в която белите вече са направили първия ход. Поради липсата на изчакващ ход задачата не се решава като двуходова, а белите или извършват определена маневра, за да се върнат в изходна позиция, прехвърляйки реда за ход на черните, или радикално променят решението. Във всеки случай белите обявяват мат в повече от два хода.

## Примери
|   | a | b | c | d | e | f | g | h |   |
| 8 | черен цар на бяло поле e8 · бял офицер на черно поле f8 · черна пешка на черно поле a7 · бяла пешка на черно поле e7 · черна дама на бяло поле a6 · бял кон на бяло поле b5 · бял кон на черно поле e5 · бял офицер на бяло поле a4 · бял цар на бяло поле e2 | черен цар на бяло поле e8 · бял офицер на черно поле f8 · черна пешка на черно поле a7 · бяла пешка на черно поле e7 · черна дама на бяло поле a6 · бял кон на бяло поле b5 · бял кон на черно поле e5 · бял офицер на бяло поле a4 · бял цар на бяло поле e2 | черен цар на бяло поле e8 · бял офицер на черно поле f8 · черна пешка на черно поле a7 · бяла пешка на черно поле e7 · черна дама на бяло поле a6 · бял кон на бяло поле b5 · бял кон на черно поле e5 · бял офицер на бяло поле a4 · бял цар на бяло поле e2 | черен цар на бяло поле e8 · бял офицер на черно поле f8 · черна пешка на черно поле a7 · бяла пешка на черно поле e7 · черна дама на бяло поле a6 · бял кон на бяло поле b5 · бял кон на черно поле e5 · бял офицер на бяло поле a4 · бял цар на бяло поле e2 | черен цар на бяло поле e8 · бял офицер на черно поле f8 · черна пешка на черно поле a7 · бяла пешка на черно поле e7 · черна дама на бяло поле a6 · бял кон на бяло поле b5 · бял кон на черно поле e5 · бял офицер на бяло поле a4 · бял цар на бяло поле e2 | черен цар на бяло поле e8 · бял офицер на черно поле f8 · черна пешка на черно поле a7 · бяла пешка на черно поле e7 · черна дама на бяло поле a6 · бял кон на бяло поле b5 · бял кон на черно поле e5 · бял офицер на бяло поле a4 · бял цар на бяло поле e2 | черен цар на бяло поле e8 · бял офицер на черно поле f8 · черна пешка на черно поле a7 · бяла пешка на черно поле e7 · черна дама на бяло поле a6 · бял кон на бяло поле b5 · бял кон на черно поле e5 · бял офицер на бяло поле a4 · бял цар на бяло поле e2 | черен цар на бяло поле e8 · бял офицер на черно поле f8 · черна пешка на черно поле a7 · бяла пешка на черно поле e7 · черна дама на бяло поле a6 · бял кон на бяло поле b5 · бял кон на черно поле e5 · бял офицер на бяло поле a4 · бял цар на бяло поле e2 | 8 |
| 7 | черен цар на бяло поле e8 · бял офицер на черно поле f8 · черна пешка на черно поле a7 · бяла пешка на черно поле e7 · черна дама на бяло поле a6 · бял кон на бяло поле b5 · бял кон на черно поле e5 · бял офицер на бяло поле a4 · бял цар на бяло поле e2 | черен цар на бяло поле e8 · бял офицер на черно поле f8 · черна пешка на черно поле a7 · бяла пешка на черно поле e7 · черна дама на бяло поле a6 · бял кон на бяло поле b5 · бял кон на черно поле e5 · бял офицер на бяло поле a4 · бял цар на бяло поле e2 | черен цар на бяло поле e8 · бял офицер на черно поле f8 · черна пешка на черно поле a7 · бяла пешка на черно поле e7 · черна дама на бяло поле a6 · бял кон на бяло поле b5 · бял кон на черно поле e5 · бял офицер на бяло поле a4 · бял цар на бяло поле e2 | черен цар на бяло поле e8 · бял офицер на черно поле f8 · черна пешка на черно поле a7 · бяла пешка на черно поле e7 · черна дама на бяло поле a6 · бял кон на бяло поле b5 · бял кон на черно поле e5 · бял офицер на бяло поле a4 · бял цар на бяло поле e2 | черен цар на бяло поле e8 · бял офицер на черно поле f8 · черна пешка на черно поле a7 · бяла пешка на черно поле e7 · черна дама на бяло поле a6 · бял кон на бяло поле b5 · бял кон на черно поле e5 · бял офицер на бяло поле a4 · бял цар на бяло поле e2 | черен цар на бяло поле e8 · бял офицер на черно поле f8 · черна пешка на черно поле a7 · бяла пешка на черно поле e7 · черна дама на бяло поле a6 · бял кон на бяло поле b5 · бял кон на черно поле e5 · бял офицер на бяло поле a4 · бял цар на бяло поле e2 | черен цар на бяло поле e8 · бял офицер на черно поле f8 · черна пешка на черно поле a7 · бяла пешка на черно поле e7 · черна дама на бяло поле a6 · бял кон на бяло поле b5 · бял кон на черно поле e5 · бял офицер на бяло поле a4 · бял цар на бяло поле e2 | черен цар на бяло поле e8 · бял офицер на черно поле f8 · черна пешка на черно поле a7 · бяла пешка на черно поле e7 · черна дама на бяло поле a6 · бял кон на бяло поле b5 · бял кон на черно поле e5 · бял офицер на бяло поле a4 · бял цар на бяло поле e2 | 7 |
| 6 | черен цар на бяло поле e8 · бял офицер на черно поле f8 · черна пешка на черно поле a7 · бяла пешка на черно поле e7 · черна дама на бяло поле a6 · бял кон на бяло поле b5 · бял кон на черно поле e5 · бял офицер на бяло поле a4 · бял цар на бяло поле e2 | черен цар на бяло поле e8 · бял офицер на черно поле f8 · черна пешка на черно поле a7 · бяла пешка на черно поле e7 · черна дама на бяло поле a6 · бял кон на бяло поле b5 · бял кон на черно поле e5 · бял офицер на бяло поле a4 · бял цар на бяло поле e2 | черен цар на бяло поле e8 · бял офицер на черно поле f8 · черна пешка на черно поле a7 · бяла пешка на черно поле e7 · черна дама на бяло поле a6 · бял кон на бяло поле b5 · бял кон на черно поле e5 · бял офицер на бяло поле a4 · бял цар на бяло поле e2 | черен цар на бяло поле e8 · бял офицер на черно поле f8 · черна пешка на черно поле a7 · бяла пешка на черно поле e7 · черна дама на бяло поле a6 · бял кон на бяло поле b5 · бял кон на черно поле e5 · бял офицер на бяло поле a4 · бял цар на бяло поле e2 | черен цар на бяло поле e8 · бял офицер на черно поле f8 · черна пешка на черно поле a7 · бяла пешка на черно поле e7 · черна дама на бяло поле a6 · бял кон на бяло поле b5 · бял кон на черно поле e5 · бял офицер на бяло поле a4 · бял цар на бяло поле e2 | черен цар на бяло поле e8 · бял офицер на черно поле f8 · черна пешка на черно поле a7 · бяла пешка на черно поле e7 · черна дама на бяло поле a6 · бял кон на бяло поле b5 · бял кон на черно поле e5 · бял офицер на бяло поле a4 · бял цар на бяло поле e2 | черен цар на бяло поле e8 · бял офицер на черно поле f8 · черна пешка на черно поле a7 · бяла пешка на черно поле e7 · черна дама на бяло поле a6 · бял кон на бяло поле b5 · бял кон на черно поле e5 · бял офицер на бяло поле a4 · бял цар на бяло поле e2 | черен цар на бяло поле e8 · бял офицер на черно поле f8 · черна пешка на черно поле a7 · бяла пешка на черно поле e7 · черна дама на бяло поле a6 · бял кон на бяло поле b5 · бял кон на черно поле e5 · бял офицер на бяло поле a4 · бял цар на бяло поле e2 | 6 |
| 5 | черен цар на бяло поле e8 · бял офицер на черно поле f8 · черна пешка на черно поле a7 · бяла пешка на черно поле e7 · черна дама на бяло поле a6 · бял кон на бяло поле b5 · бял кон на черно поле e5 · бял офицер на бяло поле a4 · бял цар на бяло поле e2 | черен цар на бяло поле e8 · бял офицер на черно поле f8 · черна пешка на черно поле a7 · бяла пешка на черно поле e7 · черна дама на бяло поле a6 · бял кон на бяло поле b5 · бял кон на черно поле e5 · бял офицер на бяло поле a4 · бял цар на бяло поле e2 | черен цар на бяло поле e8 · бял офицер на черно поле f8 · черна пешка на черно поле a7 · бяла пешка на черно поле e7 · черна дама на бяло поле a6 · бял кон на бяло поле b5 · бял кон на черно поле e5 · бял офицер на бяло поле a4 · бял цар на бяло поле e2 | черен цар на бяло поле e8 · бял офицер на черно поле f8 · черна пешка на черно поле a7 · бяла пешка на черно поле e7 · черна дама на бяло поле a6 · бял кон на бяло поле b5 · бял кон на черно поле e5 · бял офицер на бяло поле a4 · бял цар на бяло поле e2 | черен цар на бяло поле e8 · бял офицер на черно поле f8 · черна пешка на черно поле a7 · бяла пешка на черно поле e7 · черна дама на бяло поле a6 · бял кон на бяло поле b5 · бял кон на черно поле e5 · бял офицер на бяло поле a4 · бял цар на бяло поле e2 | черен цар на бяло поле e8 · бял офицер на черно поле f8 · черна пешка на черно поле a7 · бяла пешка на черно поле e7 · черна дама на бяло поле a6 · бял кон на бяло поле b5 · бял кон на черно поле e5 · бял офицер на бяло поле a4 · бял цар на бяло поле e2 | черен цар на бяло поле e8 · бял офицер на черно поле f8 · черна пешка на черно поле a7 · бяла пешка на черно поле e7 · черна дама на бяло поле a6 · бял кон на бяло поле b5 · бял кон на черно поле e5 · бял офицер на бяло поле a4 · бял цар на бяло поле e2 | черен цар на бяло поле e8 · бял офицер на черно поле f8 · черна пешка на черно поле a7 · бяла пешка на черно поле e7 · черна дама на бяло поле a6 · бял кон на бяло поле b5 · бял кон на черно поле e5 · бял офицер на бяло поле a4 · бял цар на бяло поле e2 | 5 |
| 4 | черен цар на бяло поле e8 · бял офицер на черно поле f8 · черна пешка на черно поле a7 · бяла пешка на черно поле e7 · черна дама на бяло поле a6 · бял кон на бяло поле b5 · бял кон на черно поле e5 · бял офицер на бяло поле a4 · бял цар на бяло поле e2 | черен цар на бяло поле e8 · бял офицер на черно поле f8 · черна пешка на черно поле a7 · бяла пешка на черно поле e7 · черна дама на бяло поле a6 · бял кон на бяло поле b5 · бял кон на черно поле e5 · бял офицер на бяло поле a4 · бял цар на бяло поле e2 | черен цар на бяло поле e8 · бял офицер на черно поле f8 · черна пешка на черно поле a7 · бяла пешка на черно поле e7 · черна дама на бяло поле a6 · бял кон на бяло поле b5 · бял кон на черно поле e5 · бял офицер на бяло поле a4 · бял цар на бяло поле e2 | черен цар на бяло поле e8 · бял офицер на черно поле f8 · черна пешка на черно поле a7 · бяла пешка на черно поле e7 · черна дама на бяло поле a6 · бял кон на бяло поле b5 · бял кон на черно поле e5 · бял офицер на бяло поле a4 · бял цар на бяло поле e2 | черен цар на бяло поле e8 · бял офицер на черно поле f8 · черна пешка на черно поле a7 · бяла пешка на черно поле e7 · черна дама на бяло поле a6 · бял кон на бяло поле b5 · бял кон на черно поле e5 · бял офицер на бяло поле a4 · бял цар на бяло поле e2 | черен цар на бяло поле e8 · бял офицер на черно поле f8 · черна пешка на черно поле a7 · бяла пешка на черно поле e7 · черна дама на бяло поле a6 · бял кон на бяло поле b5 · бял кон на черно поле e5 · бял офицер на бяло поле a4 · бял цар на бяло поле e2 | черен цар на бяло поле e8 · бял офицер на черно поле f8 · черна пешка на черно поле a7 · бяла пешка на черно поле e7 · черна дама на бяло поле a6 · бял кон на бяло поле b5 · бял кон на черно поле e5 · бял офицер на бяло поле a4 · бял цар на бяло поле e2 | черен цар на бяло поле e8 · бял офицер на черно поле f8 · черна пешка на черно поле a7 · бяла пешка на черно поле e7 · черна дама на бяло поле a6 · бял кон на бяло поле b5 · бял кон на черно поле e5 · бял офицер на бяло поле a4 · бял цар на бяло поле e2 | 4 |
| 3 | черен цар на бяло поле e8 · бял офицер на черно поле f8 · черна пешка на черно поле a7 · бяла пешка на черно поле e7 · черна дама на бяло поле a6 · бял кон на бяло поле b5 · бял кон на черно поле e5 · бял офицер на бяло поле a4 · бял цар на бяло поле e2 | черен цар на бяло поле e8 · бял офицер на черно поле f8 · черна пешка на черно поле a7 · бяла пешка на черно поле e7 · черна дама на бяло поле a6 · бял кон на бяло поле b5 · бял кон на черно поле e5 · бял офицер на бяло поле a4 · бял цар на бяло поле e2 | черен цар на бяло поле e8 · бял офицер на черно поле f8 · черна пешка на черно поле a7 · бяла пешка на черно поле e7 · черна дама на бяло поле a6 · бял кон на бяло поле b5 · бял кон на черно поле e5 · бял офицер на бяло поле a4 · бял цар на бяло поле e2 | черен цар на бяло поле e8 · бял офицер на черно поле f8 · черна пешка на черно поле a7 · бяла пешка на черно поле e7 · черна дама на бяло поле a6 · бял кон на бяло поле b5 · бял кон на черно поле e5 · бял офицер на бяло поле a4 · бял цар на бяло поле e2 | черен цар на бяло поле e8 · бял офицер на черно поле f8 · черна пешка на черно поле a7 · бяла пешка на черно поле e7 · черна дама на бяло поле a6 · бял кон на бяло поле b5 · бял кон на черно поле e5 · бял офицер на бяло поле a4 · бял цар на бяло поле e2 | черен цар на бяло поле e8 · бял офицер на черно поле f8 · черна пешка на черно поле a7 · бяла пешка на черно поле e7 · черна дама на бяло поле a6 · бял кон на бяло поле b5 · бял кон на черно поле e5 · бял офицер на бяло поле a4 · бял цар на бяло поле e2 | черен цар на бяло поле e8 · бял офицер на черно поле f8 · черна пешка на черно поле a7 · бяла пешка на черно поле e7 · черна дама на бяло поле a6 · бял кон на бяло поле b5 · бял кон на черно поле e5 · бял офицер на бяло поле a4 · бял цар на бяло поле e2 | черен цар на бяло поле e8 · бял офицер на черно поле f8 · черна пешка на черно поле a7 · бяла пешка на черно поле e7 · черна дама на бяло поле a6 · бял кон на бяло поле b5 · бял кон на черно поле e5 · бял офицер на бяло поле a4 · бял цар на бяло поле e2 | 3 |
| 2 | черен цар на бяло поле e8 · бял офицер на черно поле f8 · черна пешка на черно поле a7 · бяла пешка на черно поле e7 · черна дама на бяло поле a6 · бял кон на бяло поле b5 · бял кон на черно поле e5 · бял офицер на бяло поле a4 · бял цар на бяло поле e2 | черен цар на бяло поле e8 · бял офицер на черно поле f8 · черна пешка на черно поле a7 · бяла пешка на черно поле e7 · черна дама на бяло поле a6 · бял кон на бяло поле b5 · бял кон на черно поле e5 · бял офицер на бяло поле a4 · бял цар на бяло поле e2 | черен цар на бяло поле e8 · бял офицер на черно поле f8 · черна пешка на черно поле a7 · бяла пешка на черно поле e7 · черна дама на бяло поле a6 · бял кон на бяло поле b5 · бял кон на черно поле e5 · бял офицер на бяло поле a4 · бял цар на бяло поле e2 | черен цар на бяло поле e8 · бял офицер на черно поле f8 · черна пешка на черно поле a7 · бяла пешка на черно поле e7 · черна дама на бяло поле a6 · бял кон на бяло поле b5 · бял кон на черно поле e5 · бял офицер на бяло поле a4 · бял цар на бяло поле e2 | черен цар на бяло поле e8 · бял офицер на черно поле f8 · черна пешка на черно поле a7 · бяла пешка на черно поле e7 · черна дама на бяло поле a6 · бял кон на бяло поле b5 · бял кон на черно поле e5 · бял офицер на бяло поле a4 · бял цар на бяло поле e2 | черен цар на бяло поле e8 · бял офицер на черно поле f8 · черна пешка на черно поле a7 · бяла пешка на черно поле e7 · черна дама на бяло поле a6 · бял кон на бяло поле b5 · бял кон на черно поле e5 · бял офицер на бяло поле a4 · бял цар на бяло поле e2 | черен цар на бяло поле e8 · бял офицер на черно поле f8 · черна пешка на черно поле a7 · бяла пешка на черно поле e7 · черна дама на бяло поле a6 · бял кон на бяло поле b5 · бял кон на черно поле e5 · бял офицер на бяло поле a4 · бял цар на бяло поле e2 | черен цар на бяло поле e8 · бял офицер на черно поле f8 · черна пешка на черно поле a7 · бяла пешка на черно поле e7 · черна дама на бяло поле a6 · бял кон на бяло поле b5 · бял кон на черно поле e5 · бял офицер на бяло поле a4 · бял цар на бяло поле e2 | 2 |
| 1 | черен цар на бяло поле e8 · бял офицер на черно поле f8 · черна пешка на черно поле a7 · бяла пешка на черно поле e7 · черна дама на бяло поле a6 · бял кон на бяло поле b5 · бял кон на черно поле e5 · бял офицер на бяло поле a4 · бял цар на бяло поле e2 | черен цар на бяло поле e8 · бял офицер на черно поле f8 · черна пешка на черно поле a7 · бяла пешка на черно поле e7 · черна дама на бяло поле a6 · бял кон на бяло поле b5 · бял кон на черно поле e5 · бял офицер на бяло поле a4 · бял цар на бяло поле e2 | черен цар на бяло поле e8 · бял офицер на черно поле f8 · черна пешка на черно поле a7 · бяла пешка на черно поле e7 · черна дама на бяло поле a6 · бял кон на бяло поле b5 · бял кон на черно поле e5 · бял офицер на бяло поле a4 · бял цар на бяло поле e2 | черен цар на бяло поле e8 · бял офицер на черно поле f8 · черна пешка на черно поле a7 · бяла пешка на черно поле e7 · черна дама на бяло поле a6 · бял кон на бяло поле b5 · бял кон на черно поле e5 · бял офицер на бяло поле a4 · бял цар на бяло поле e2 | черен цар на бяло поле e8 · бял офицер на черно поле f8 · черна пешка на черно поле a7 · бяла пешка на черно поле e7 · черна дама на бяло поле a6 · бял кон на бяло поле b5 · бял кон на черно поле e5 · бял офицер на бяло поле a4 · бял цар на бяло поле e2 | черен цар на бяло поле e8 · бял офицер на черно поле f8 · черна пешка на черно поле a7 · бяла пешка на черно поле e7 · черна дама на бяло поле a6 · бял кон на бяло поле b5 · бял кон на черно поле e5 · бял офицер на бяло поле a4 · бял цар на бяло поле e2 | черен цар на бяло поле e8 · бял офицер на черно поле f8 · черна пешка на черно поле a7 · бяла пешка на черно поле e7 · черна дама на бяло поле a6 · бял кон на бяло поле b5 · бял кон на черно поле e5 · бял офицер на бяло поле a4 · бял цар на бяло поле e2 | черен цар на бяло поле e8 · бял офицер на черно поле f8 · черна пешка на черно поле a7 · бяла пешка на черно поле e7 · черна дама на бяло поле a6 · бял кон на бяло поле b5 · бял кон на черно поле e5 · бял офицер на бяло поле a4 · бял цар на бяло поле e2 | 1 |
|   | a | b | c | d | e | f | g | h |   |

|   | a | b | c | d | e | f | g | h |   |
| 8 | черна дама на черно поле d8 · бял офицер на бяло поле f5 · бял кон на бяло поле e4 · черна пешка на черно поле f4 · черен цар на бяло поле f3 · бяла пешка на бяло поле h3 · черна пешка на бяло поле c2 · бял цар на черно поле h2 · бял кон на черно поле c1 · бял офицер на черно поле g1 | черна дама на черно поле d8 · бял офицер на бяло поле f5 · бял кон на бяло поле e4 · черна пешка на черно поле f4 · черен цар на бяло поле f3 · бяла пешка на бяло поле h3 · черна пешка на бяло поле c2 · бял цар на черно поле h2 · бял кон на черно поле c1 · бял офицер на черно поле g1 | черна дама на черно поле d8 · бял офицер на бяло поле f5 · бял кон на бяло поле e4 · черна пешка на черно поле f4 · черен цар на бяло поле f3 · бяла пешка на бяло поле h3 · черна пешка на бяло поле c2 · бял цар на черно поле h2 · бял кон на черно поле c1 · бял офицер на черно поле g1 | черна дама на черно поле d8 · бял офицер на бяло поле f5 · бял кон на бяло поле e4 · черна пешка на черно поле f4 · черен цар на бяло поле f3 · бяла пешка на бяло поле h3 · черна пешка на бяло поле c2 · бял цар на черно поле h2 · бял кон на черно поле c1 · бял офицер на черно поле g1 | черна дама на черно поле d8 · бял офицер на бяло поле f5 · бял кон на бяло поле e4 · черна пешка на черно поле f4 · черен цар на бяло поле f3 · бяла пешка на бяло поле h3 · черна пешка на бяло поле c2 · бял цар на черно поле h2 · бял кон на черно поле c1 · бял офицер на черно поле g1 | черна дама на черно поле d8 · бял офицер на бяло поле f5 · бял кон на бяло поле e4 · черна пешка на черно поле f4 · черен цар на бяло поле f3 · бяла пешка на бяло поле h3 · черна пешка на бяло поле c2 · бял цар на черно поле h2 · бял кон на черно поле c1 · бял офицер на черно поле g1 | черна дама на черно поле d8 · бял офицер на бяло поле f5 · бял кон на бяло поле e4 · черна пешка на черно поле f4 · черен цар на бяло поле f3 · бяла пешка на бяло поле h3 · черна пешка на бяло поле c2 · бял цар на черно поле h2 · бял кон на черно поле c1 · бял офицер на черно поле g1 | черна дама на черно поле d8 · бял офицер на бяло поле f5 · бял кон на бяло поле e4 · черна пешка на черно поле f4 · черен цар на бяло поле f3 · бяла пешка на бяло поле h3 · черна пешка на бяло поле c2 · бял цар на черно поле h2 · бял кон на черно поле c1 · бял офицер на черно поле g1 | 8 |
| 7 | черна дама на черно поле d8 · бял офицер на бяло поле f5 · бял кон на бяло поле e4 · черна пешка на черно поле f4 · черен цар на бяло поле f3 · бяла пешка на бяло поле h3 · черна пешка на бяло поле c2 · бял цар на черно поле h2 · бял кон на черно поле c1 · бял офицер на черно поле g1 | черна дама на черно поле d8 · бял офицер на бяло поле f5 · бял кон на бяло поле e4 · черна пешка на черно поле f4 · черен цар на бяло поле f3 · бяла пешка на бяло поле h3 · черна пешка на бяло поле c2 · бял цар на черно поле h2 · бял кон на черно поле c1 · бял офицер на черно поле g1 | черна дама на черно поле d8 · бял офицер на бяло поле f5 · бял кон на бяло поле e4 · черна пешка на черно поле f4 · черен цар на бяло поле f3 · бяла пешка на бяло поле h3 · черна пешка на бяло поле c2 · бял цар на черно поле h2 · бял кон на черно поле c1 · бял офицер на черно поле g1 | черна дама на черно поле d8 · бял офицер на бяло поле f5 · бял кон на бяло поле e4 · черна пешка на черно поле f4 · черен цар на бяло поле f3 · бяла пешка на бяло поле h3 · черна пешка на бяло поле c2 · бял цар на черно поле h2 · бял кон на черно поле c1 · бял офицер на черно поле g1 | черна дама на черно поле d8 · бял офицер на бяло поле f5 · бял кон на бяло поле e4 · черна пешка на черно поле f4 · черен цар на бяло поле f3 · бяла пешка на бяло поле h3 · черна пешка на бяло поле c2 · бял цар на черно поле h2 · бял кон на черно поле c1 · бял офицер на черно поле g1 | черна дама на черно поле d8 · бял офицер на бяло поле f5 · бял кон на бяло поле e4 · черна пешка на черно поле f4 · черен цар на бяло поле f3 · бяла пешка на бяло поле h3 · черна пешка на бяло поле c2 · бял цар на черно поле h2 · бял кон на черно поле c1 · бял офицер на черно поле g1 | черна дама на черно поле d8 · бял офицер на бяло поле f5 · бял кон на бяло поле e4 · черна пешка на черно поле f4 · черен цар на бяло поле f3 · бяла пешка на бяло поле h3 · черна пешка на бяло поле c2 · бял цар на черно поле h2 · бял кон на черно поле c1 · бял офицер на черно поле g1 | черна дама на черно поле d8 · бял офицер на бяло поле f5 · бял кон на бяло поле e4 · черна пешка на черно поле f4 · черен цар на бяло поле f3 · бяла пешка на бяло поле h3 · черна пешка на бяло поле c2 · бял цар на черно поле h2 · бял кон на черно поле c1 · бял офицер на черно поле g1 | 7 |
| 6 | черна дама на черно поле d8 · бял офицер на бяло поле f5 · бял кон на бяло поле e4 · черна пешка на черно поле f4 · черен цар на бяло поле f3 · бяла пешка на бяло поле h3 · черна пешка на бяло поле c2 · бял цар на черно поле h2 · бял кон на черно поле c1 · бял офицер на черно поле g1 | черна дама на черно поле d8 · бял офицер на бяло поле f5 · бял кон на бяло поле e4 · черна пешка на черно поле f4 · черен цар на бяло поле f3 · бяла пешка на бяло поле h3 · черна пешка на бяло поле c2 · бял цар на черно поле h2 · бял кон на черно поле c1 · бял офицер на черно поле g1 | черна дама на черно поле d8 · бял офицер на бяло поле f5 · бял кон на бяло поле e4 · черна пешка на черно поле f4 · черен цар на бяло поле f3 · бяла пешка на бяло поле h3 · черна пешка на бяло поле c2 · бял цар на черно поле h2 · бял кон на черно поле c1 · бял офицер на черно поле g1 | черна дама на черно поле d8 · бял офицер на бяло поле f5 · бял кон на бяло поле e4 · черна пешка на черно поле f4 · черен цар на бяло поле f3 · бяла пешка на бяло поле h3 · черна пешка на бяло поле c2 · бял цар на черно поле h2 · бял кон на черно поле c1 · бял офицер на черно поле g1 | черна дама на черно поле d8 · бял офицер на бяло поле f5 · бял кон на бяло поле e4 · черна пешка на черно поле f4 · черен цар на бяло поле f3 · бяла пешка на бяло поле h3 · черна пешка на бяло поле c2 · бял цар на черно поле h2 · бял кон на черно поле c1 · бял офицер на черно поле g1 | черна дама на черно поле d8 · бял офицер на бяло поле f5 · бял кон на бяло поле e4 · черна пешка на черно поле f4 · черен цар на бяло поле f3 · бяла пешка на бяло поле h3 · черна пешка на бяло поле c2 · бял цар на черно поле h2 · бял кон на черно поле c1 · бял офицер на черно поле g1 | черна дама на черно поле d8 · бял офицер на бяло поле f5 · бял кон на бяло поле e4 · черна пешка на черно поле f4 · черен цар на бяло поле f3 · бяла пешка на бяло поле h3 · черна пешка на бяло поле c2 · бял цар на черно поле h2 · бял кон на черно поле c1 · бял офицер на черно поле g1 | черна дама на черно поле d8 · бял офицер на бяло поле f5 · бял кон на бяло поле e4 · черна пешка на черно поле f4 · черен цар на бяло поле f3 · бяла пешка на бяло поле h3 · черна пешка на бяло поле c2 · бял цар на черно поле h2 · бял кон на черно поле c1 · бял офицер на черно поле g1 | 6 |
| 5 | черна дама на черно поле d8 · бял офицер на бяло поле f5 · бял кон на бяло поле e4 · черна пешка на черно поле f4 · черен цар на бяло поле f3 · бяла пешка на бяло поле h3 · черна пешка на бяло поле c2 · бял цар на черно поле h2 · бял кон на черно поле c1 · бял офицер на черно поле g1 | черна дама на черно поле d8 · бял офицер на бяло поле f5 · бял кон на бяло поле e4 · черна пешка на черно поле f4 · черен цар на бяло поле f3 · бяла пешка на бяло поле h3 · черна пешка на бяло поле c2 · бял цар на черно поле h2 · бял кон на черно поле c1 · бял офицер на черно поле g1 | черна дама на черно поле d8 · бял офицер на бяло поле f5 · бял кон на бяло поле e4 · черна пешка на черно поле f4 · черен цар на бяло поле f3 · бяла пешка на бяло поле h3 · черна пешка на бяло поле c2 · бял цар на черно поле h2 · бял кон на черно поле c1 · бял офицер на черно поле g1 | черна дама на черно поле d8 · бял офицер на бяло поле f5 · бял кон на бяло поле e4 · черна пешка на черно поле f4 · черен цар на бяло поле f3 · бяла пешка на бяло поле h3 · черна пешка на бяло поле c2 · бял цар на черно поле h2 · бял кон на черно поле c1 · бял офицер на черно поле g1 | черна дама на черно поле d8 · бял офицер на бяло поле f5 · бял кон на бяло поле e4 · черна пешка на черно поле f4 · черен цар на бяло поле f3 · бяла пешка на бяло поле h3 · черна пешка на бяло поле c2 · бял цар на черно поле h2 · бял кон на черно поле c1 · бял офицер на черно поле g1 | черна дама на черно поле d8 · бял офицер на бяло поле f5 · бял кон на бяло поле e4 · черна пешка на черно поле f4 · черен цар на бяло поле f3 · бяла пешка на бяло поле h3 · черна пешка на бяло поле c2 · бял цар на черно поле h2 · бял кон на черно поле c1 · бял офицер на черно поле g1 | черна дама на черно поле d8 · бял офицер на бяло поле f5 · бял кон на бяло поле e4 · черна пешка на черно поле f4 · черен цар на бяло поле f3 · бяла пешка на бяло поле h3 · черна пешка на бяло поле c2 · бял цар на черно поле h2 · бял кон на черно поле c1 · бял офицер на черно поле g1 | черна дама на черно поле d8 · бял офицер на бяло поле f5 · бял кон на бяло поле e4 · черна пешка на черно поле f4 · черен цар на бяло поле f3 · бяла пешка на бяло поле h3 · черна пешка на бяло поле c2 · бял цар на черно поле h2 · бял кон на черно поле c1 · бял офицер на черно поле g1 | 5 |
| 4 | черна дама на черно поле d8 · бял офицер на бяло поле f5 · бял кон на бяло поле e4 · черна пешка на черно поле f4 · черен цар на бяло поле f3 · бяла пешка на бяло поле h3 · черна пешка на бяло поле c2 · бял цар на черно поле h2 · бял кон на черно поле c1 · бял офицер на черно поле g1 | черна дама на черно поле d8 · бял офицер на бяло поле f5 · бял кон на бяло поле e4 · черна пешка на черно поле f4 · черен цар на бяло поле f3 · бяла пешка на бяло поле h3 · черна пешка на бяло поле c2 · бял цар на черно поле h2 · бял кон на черно поле c1 · бял офицер на черно поле g1 | черна дама на черно поле d8 · бял офицер на бяло поле f5 · бял кон на бяло поле e4 · черна пешка на черно поле f4 · черен цар на бяло поле f3 · бяла пешка на бяло поле h3 · черна пешка на бяло поле c2 · бял цар на черно поле h2 · бял кон на черно поле c1 · бял офицер на черно поле g1 | черна дама на черно поле d8 · бял офицер на бяло поле f5 · бял кон на бяло поле e4 · черна пешка на черно поле f4 · черен цар на бяло поле f3 · бяла пешка на бяло поле h3 · черна пешка на бяло поле c2 · бял цар на черно поле h2 · бял кон на черно поле c1 · бял офицер на черно поле g1 | черна дама на черно поле d8 · бял офицер на бяло поле f5 · бял кон на бяло поле e4 · черна пешка на черно поле f4 · черен цар на бяло поле f3 · бяла пешка на бяло поле h3 · черна пешка на бяло поле c2 · бял цар на черно поле h2 · бял кон на черно поле c1 · бял офицер на черно поле g1 | черна дама на черно поле d8 · бял офицер на бяло поле f5 · бял кон на бяло поле e4 · черна пешка на черно поле f4 · черен цар на бяло поле f3 · бяла пешка на бяло поле h3 · черна пешка на бяло поле c2 · бял цар на черно поле h2 · бял кон на черно поле c1 · бял офицер на черно поле g1 | черна дама на черно поле d8 · бял офицер на бяло поле f5 · бял кон на бяло поле e4 · черна пешка на черно поле f4 · черен цар на бяло поле f3 · бяла пешка на бяло поле h3 · черна пешка на бяло поле c2 · бял цар на черно поле h2 · бял кон на черно поле c1 · бял офицер на черно поле g1 | черна дама на черно поле d8 · бял офицер на бяло поле f5 · бял кон на бяло поле e4 · черна пешка на черно поле f4 · черен цар на бяло поле f3 · бяла пешка на бяло поле h3 · черна пешка на бяло поле c2 · бял цар на черно поле h2 · бял кон на черно поле c1 · бял офицер на черно поле g1 | 4 |
| 3 | черна дама на черно поле d8 · бял офицер на бяло поле f5 · бял кон на бяло поле e4 · черна пешка на черно поле f4 · черен цар на бяло поле f3 · бяла пешка на бяло поле h3 · черна пешка на бяло поле c2 · бял цар на черно поле h2 · бял кон на черно поле c1 · бял офицер на черно поле g1 | черна дама на черно поле d8 · бял офицер на бяло поле f5 · бял кон на бяло поле e4 · черна пешка на черно поле f4 · черен цар на бяло поле f3 · бяла пешка на бяло поле h3 · черна пешка на бяло поле c2 · бял цар на черно поле h2 · бял кон на черно поле c1 · бял офицер на черно поле g1 | черна дама на черно поле d8 · бял офицер на бяло поле f5 · бял кон на бяло поле e4 · черна пешка на черно поле f4 · черен цар на бяло поле f3 · бяла пешка на бяло поле h3 · черна пешка на бяло поле c2 · бял цар на черно поле h2 · бял кон на черно поле c1 · бял офицер на черно поле g1 | черна дама на черно поле d8 · бял офицер на бяло поле f5 · бял кон на бяло поле e4 · черна пешка на черно поле f4 · черен цар на бяло поле f3 · бяла пешка на бяло поле h3 · черна пешка на бяло поле c2 · бял цар на черно поле h2 · бял кон на черно поле c1 · бял офицер на черно поле g1 | черна дама на черно поле d8 · бял офицер на бяло поле f5 · бял кон на бяло поле e4 · черна пешка на черно поле f4 · черен цар на бяло поле f3 · бяла пешка на бяло поле h3 · черна пешка на бяло поле c2 · бял цар на черно поле h2 · бял кон на черно поле c1 · бял офицер на черно поле g1 | черна дама на черно поле d8 · бял офицер на бяло поле f5 · бял кон на бяло поле e4 · черна пешка на черно поле f4 · черен цар на бяло поле f3 · бяла пешка на бяло поле h3 · черна пешка на бяло поле c2 · бял цар на черно поле h2 · бял кон на черно поле c1 · бял офицер на черно поле g1 | черна дама на черно поле d8 · бял офицер на бяло поле f5 · бял кон на бяло поле e4 · черна пешка на черно поле f4 · черен цар на бяло поле f3 · бяла пешка на бяло поле h3 · черна пешка на бяло поле c2 · бял цар на черно поле h2 · бял кон на черно поле c1 · бял офицер на черно поле g1 | черна дама на черно поле d8 · бял офицер на бяло поле f5 · бял кон на бяло поле e4 · черна пешка на черно поле f4 · черен цар на бяло поле f3 · бяла пешка на бяло поле h3 · черна пешка на бяло поле c2 · бял цар на черно поле h2 · бял кон на черно поле c1 · бял офицер на черно поле g1 | 3 |
| 2 | черна дама на черно поле d8 · бял офицер на бяло поле f5 · бял кон на бяло поле e4 · черна пешка на черно поле f4 · черен цар на бяло поле f3 · бяла пешка на бяло поле h3 · черна пешка на бяло поле c2 · бял цар на черно поле h2 · бял кон на черно поле c1 · бял офицер на черно поле g1 | черна дама на черно поле d8 · бял офицер на бяло поле f5 · бял кон на бяло поле e4 · черна пешка на черно поле f4 · черен цар на бяло поле f3 · бяла пешка на бяло поле h3 · черна пешка на бяло поле c2 · бял цар на черно поле h2 · бял кон на черно поле c1 · бял офицер на черно поле g1 | черна дама на черно поле d8 · бял офицер на бяло поле f5 · бял кон на бяло поле e4 · черна пешка на черно поле f4 · черен цар на бяло поле f3 · бяла пешка на бяло поле h3 · черна пешка на бяло поле c2 · бял цар на черно поле h2 · бял кон на черно поле c1 · бял офицер на черно поле g1 | черна дама на черно поле d8 · бял офицер на бяло поле f5 · бял кон на бяло поле e4 · черна пешка на черно поле f4 · черен цар на бяло поле f3 · бяла пешка на бяло поле h3 · черна пешка на бяло поле c2 · бял цар на черно поле h2 · бял кон на черно поле c1 · бял офицер на черно поле g1 | черна дама на черно поле d8 · бял офицер на бяло поле f5 · бял кон на бяло поле e4 · черна пешка на черно поле f4 · черен цар на бяло поле f3 · бяла пешка на бяло поле h3 · черна пешка на бяло поле c2 · бял цар на черно поле h2 · бял кон на черно поле c1 · бял офицер на черно поле g1 | черна дама на черно поле d8 · бял офицер на бяло поле f5 · бял кон на бяло поле e4 · черна пешка на черно поле f4 · черен цар на бяло поле f3 · бяла пешка на бяло поле h3 · черна пешка на бяло поле c2 · бял цар на черно поле h2 · бял кон на черно поле c1 · бял офицер на черно поле g1 | черна дама на черно поле d8 · бял офицер на бяло поле f5 · бял кон на бяло поле e4 · черна пешка на черно поле f4 · черен цар на бяло поле f3 · бяла пешка на бяло поле h3 · черна пешка на бяло поле c2 · бял цар на черно поле h2 · бял кон на черно поле c1 · бял офицер на черно поле g1 | черна дама на черно поле d8 · бял офицер на бяло поле f5 · бял кон на бяло поле e4 · черна пешка на черно поле f4 · черен цар на бяло поле f3 · бяла пешка на бяло поле h3 · черна пешка на бяло поле c2 · бял цар на черно поле h2 · бял кон на черно поле c1 · бял офицер на черно поле g1 | 2 |
| 1 | черна дама на черно поле d8 · бял офицер на бяло поле f5 · бял кон на бяло поле e4 · черна пешка на черно поле f4 · черен цар на бяло поле f3 · бяла пешка на бяло поле h3 · черна пешка на бяло поле c2 · бял цар на черно поле h2 · бял кон на черно поле c1 · бял офицер на черно поле g1 | черна дама на черно поле d8 · бял офицер на бяло поле f5 · бял кон на бяло поле e4 · черна пешка на черно поле f4 · черен цар на бяло поле f3 · бяла пешка на бяло поле h3 · черна пешка на бяло поле c2 · бял цар на черно поле h2 · бял кон на черно поле c1 · бял офицер на черно поле g1 | черна дама на черно поле d8 · бял офицер на бяло поле f5 · бял кон на бяло поле e4 · черна пешка на черно поле f4 · черен цар на бяло поле f3 · бяла пешка на бяло поле h3 · черна пешка на бяло поле c2 · бял цар на черно поле h2 · бял кон на черно поле c1 · бял офицер на черно поле g1 | черна дама на черно поле d8 · бял офицер на бяло поле f5 · бял кон на бяло поле e4 · черна пешка на черно поле f4 · черен цар на бяло поле f3 · бяла пешка на бяло поле h3 · черна пешка на бяло поле c2 · бял цар на черно поле h2 · бял кон на черно поле c1 · бял офицер на черно поле g1 | черна дама на черно поле d8 · бял офицер на бяло поле f5 · бял кон на бяло поле e4 · черна пешка на черно поле f4 · черен цар на бяло поле f3 · бяла пешка на бяло поле h3 · черна пешка на бяло поле c2 · бял цар на черно поле h2 · бял кон на черно поле c1 · бял офицер на черно поле g1 | черна дама на черно поле d8 · бял офицер на бяло поле f5 · бял кон на бяло поле e4 · черна пешка на черно поле f4 · черен цар на бяло поле f3 · бяла пешка на бяло поле h3 · черна пешка на бяло поле c2 · бял цар на черно поле h2 · бял кон на черно поле c1 · бял офицер на черно поле g1 | черна дама на черно поле d8 · бял офицер на бяло поле f5 · бял кон на бяло поле e4 · черна пешка на черно поле f4 · черен цар на бяло поле f3 · бяла пешка на бяло поле h3 · черна пешка на бяло поле c2 · бял цар на черно поле h2 · бял кон на черно поле c1 · бял офицер на черно поле g1 | черна дама на черно поле d8 · бял офицер на бяло поле f5 · бял кон на бяло поле e4 · черна пешка на черно поле f4 · черен цар на бяло поле f3 · бяла пешка на бяло поле h3 · черна пешка на бяло поле c2 · бял цар на черно поле h2 · бял кон на черно поле c1 · бял офицер на черно поле g1 | 1 |
|   | a | b | c | d | e | f | g | h |   |